# Anna Elisabeth Kunesch
Anna Elisabeth Kunesch, cunoscută și ca Anneliese Kunesch, este o scriitoare de limba germană, originară din Banat, România, stabilită în Austria.
Strămoșii ei proveneau din Munții Pădurea Neagră și din Alsacia. Sub împărăteasa Maria Theresia, străbunii ei au venit în Banat și s-au stabilit în satul de șvabi Kleinbetschkerek (azi Becicherecu Mic) de unde familia sa a trebuit să se refugieze cu puțin înainte de terminarea celui de-al Doilea Război Mondial, inițial la Bürmoos, apoi, în 1957, la Flachgau.
Amintirile ei din copilărie și istoria vieții părinților ei au reprezentat sursa de inspirație pentru cartea care a consacrat-o ca scriitoare.

## Scrieri
- . . . . . und die Seele voll Sehnsucht nach Glück und Verstehen. Banater Familiengeschichte (... și sufletul plin de dorință de noroc și de înțelegere. Istoria unei familii bănățene), 559 pagini, Editura Kunesch, Austria, 2006, ISBN 3−200−00628−5